# Stazione di Sakuradamon
La Stazione di Sakuradamon (桜田門駅?, Sakuradamon-eki) è una stazione della metropolitana di Tokyo, si trova a Chiyoda. La stazione è servita dalla linea Yūrakuchō della Tokyo Metro e si trova vicina al palazzo Imperiale di Tokyo.

## Struttura
La stazione è dotata di una piattaforma a isola con due binari.
| 1 | Linea Yūrakuchō | per Yūrakuchō, Tsukishima e Shin-Kiba       |
| 2 | Linea Yūrakuchō | per Ikebukuro, Wakōshi, Shinrinkōen e Hannō |

## Stazioni adiacenti
| «               | Servizio        | »               |
| Linea Yūrakuchō | Linea Yūrakuchō | Linea Yūrakuchō |
| --------------- | --------------- | --------------- |
| Nagatachō       | -               | Yūrakuchō       |